# Корчуватське кладовище
Корчува́тське кладови́ще — кладовище у Голосіївському районі міста Києва. Призначалося для поховання мешканців села Мишоловка.

## Історія
Перші поховання з'явилися наприкінці XIX століття. В ті часи кладовище мало назву Спасо-Преображенське, на честь Спасо-Преображенської церкви (зруйнована у 1938 році, відновлена у 2005 році). Закрите рішенням Виконкому КМР НД № 1732 від 29 грудня 1979 року.

## Поховані
- Ґедройць Віра Гнатівна (1870-1932) — доктор медицини, професор, перша в Росії жінка-хірург
- Цисельський Михайло Петрович (1909-1989) — Герой Радянського Союзу, льотчик
- Гермоген (Голубєв) (1896—1978) — архієпископ